# Hélène-Louise Demars
Hélène-Louise Demars, född 1736, död 1778, var en fransk kompositör. 
Hon skrev flera kantater tillägnad aristokrater som Mademoiselle de Soubise och markisen de Villeroy (tillägnad Hercule och Omphale). Hon blev sedan lärare i flera instrument som cembalo och fiol.